# ليموريات فأرية الشكل
فصيلة  اليموريات فأرية الشكل هي فصيلة من رئيسيات الهباريات التي تتضمن العديد من حيوانات الليمور القزمة والفأرية. وكباقي أنواع حيوانات الليمور، تعيش حيوانات الكيروجايليداي فقط في جزيرة مدغشقر.

## الخصائص
تتميز فصيلة الكيروجايليداي بصغر حجمها عن باقي حيوانات الليمور؛ وهي في الحقيقة أصغر الرئيسيات حجمًا. وتتميز بفرائها الناعم الطويل ذي اللون الرمادي الذي يميل إلى البني والأحمر في أعلاه، لكنه يكون أكثر إشراقًا ناحية البطن. كما تتميز أيضًا بأذنها الصغيرة بشكل عام وعيونها الواسعة شبه الثابتة، وأرجلها الطويلة الخلفية. ومثلها كباقي أفراد عائلة ستريبسيرهين، تتميز بمخالب رفيعة في الإصبع الثاني من أرجلها الخلفية. ويتراوح طولها في أتم نضجها بين 13 إلى 28 سم، وذيلها طويل للغاية، أحيانًا يتجاوز طوله طول جسمها بمرة ونصف. ولا يزيد وزنها عن 500 جرام، وفي بعض الأنواع لا يتجاوز الوزن 60 جرامًا.
وتعتبر حيوانات الليمور القزمة والفأرية حيوانات ليلية وشجرية. وهي حيوانات متسلقة من الطراز الأول، ويمكنها القفز كذلك لمسافات طويلة، باستخدام ذيلها الطويل لتحقيق التوازن. عندما تكون على الأرض (وهي حالة نادرة الحدوث) يمكنها التحرك بالقفز على أرجلها الخلفية. وجديرٌ بالذكر أنها تقضي يومها بالكامل في فجوات الأشجار أو في الأعشاش المصنوعة من ورق الشجر. عادةً ما تعيش حيوانات الكيروجايليداي وحدها، لكنها في بعض الأحيان تعيش معًا على شكل أزواج.
تحتوي أعينها على نسيج مشرق، وهي طبقة عاكسة للضوء تحسّن من قدرتها على الرؤية ليلاً. وبعض الأنواع، مثل الليمور القزم القصير، الدهون في أرجلها الخلفية وقاعدة ذيلها وتدخل في بيات شتوي. وعلى عكس ليموريد، لا تمتلك حيوانات الكيروجايليداي على أسنان قاطعة علوية كبيرة، بالرغم من أن لديها أسنانًا تشبه المشط والتي تشيع في جميع أفراد عائلة ستريبسيرهيني. ويمتلكون كذلك الصيغة السنيّة: {\displaystyle {\tfrac {2.1.3.3}{2.1.3.3}}}
وتعتبر حيوانات الكيروجايليداي من آكلات اللحوم والأعشاب، فهي تتغذى على الفواكه والأزهار وأوراق الشجر (وأحيانًا البذور كذلك)، فضلاً عن الحشرات والعنكبوت والفقاريات.
وفي العادة، تمتلك الإناث ثلاثة أزواجٍ من الحلمات. وبعد مرحلة الحمل التي لا تتجاوز 60 يومًا، تضع ما يتراوح بين صغيرين إلى أربعة صغار (عادةً ما تضع صغيرين أو ثلاثة). وبعد خمسة أو ستة أسابيع أخرى، تُفطم الصغار، وتنضج في نهاية عامها الأول وأحيانًا في عامها الثاني، وفقًا للنوع. ويمكن أن تعيش لما يصل إلى 15 عامًا حينما تتلقى رعاية بشرية، بالرغم من أن عمرها الافتراضي في الحياة البرية يحتمل أن يكون أقل قليلاً.

## التصنيف
تتضمن الأجناس الخمسة من الكيروجايليداي 31 نوعا.
- الرتبة التحتية ليموريفورمز
  - فصيلة الكيروجايليداي
    - الجنس كيروجاليوس: حيوانات الليمور القزمية
      - مجموعة سي. ميدياس
        - الليمور القزم ذو الذيل الممتلئ, كيروجاليوس ميدياس

      - مجموعة سي. ميدياس
        - الليمور القزم الكبير، كيروجاليوس ميجور
        - الليمور القزم ذو الأذن الفروية، كيروجاليوس كروسلي
        - الليمور القزم القصير ذو اللون الرمادي الحديدي، كيروجاليوس مينيوسكيلوس
        - ليمور سيبري القزم، كيروجاليوس سيبري

    - الجنس ميكروسيباس: حيوانات الليمور الفأرية
      - الليمور الفأر الرمادي، ميكروسيباس موريناناس
      - الليمور الفأر الرمادي المحمر، ميكروسيباس جريسيوروفوس
      - الليمور الفأر البني المصفر، ميكروسيباس رافيلوبينسيس
      - الليمور الشمالي المائل للاحمرار، ميكروسيباس تافاراتر
      - الليمور الفأر السامبيرانو، ميكروسيباس سامبيرانيسيس
      - ليمور سيمون الفأري، ميكروسيباس سيمونسي
      - الليمور الفأري القزم، ميكروسيباس مايوكسينوس
      - الليمور الفأري البني، ميكروسيباس روفوس
      - ليمور بيرث الفأري، ميكروسيباس بيرثاي
      - ليمور جودمان الفأري، ميكروسيباس ليلايتسارا
      - ليمور جولياي الفأري، ميكروسيباس جولياي
      - ليمور ماك آرثر الفأري، ميكروسيباس ماك آرثوري
      - ليمور ميتيرميير الفأري، ميكروسيباس ميتيرمييري
      - ليمور كلير الفأري، ميكروسيباس ماميراترا
      - ليمور بونجولافا الفأري، ميكروسيباس بونجولافينسيس
      - ليمور دانفوس الفأري، ميكروسيباس دانفوسي
      - ليمور آرنولد الفأري، ميكروسيباس آرنولدي [8]
      - ليمور مارجوت مارش الفأري، ميكروسيباس مارجوت مارشاي [8]
      - ليمور جيرب الفأري، ميكروسيباس جيربي

    - الجنس ميرزا: حيوانات الليمور الفأرية العملاقة
      - ليمور كونكيريل الفأري العملاق أو ليمور كونكيريل القزم ميرزا كونكيريلي
      - الليمور الشمالي الفأري العملاق، ميرزا زازا

    - الجنس ألوسيباس
      - الليمور القزم ذو الأذن المشعرة، ألوسيباس تريكوتيس

    - الجنس فانر: حيوانات الليمور الشوكية المتوجة
      - ليمور ماسوالا الشوكي المتوج، فانر فورسيفر
      - الليمور الشوكي المتوج الشاحب، فانر باليسينس
      - ليمور بارينت الشوكي المتوج، فانر بارينتي
      - ليمور جبل أمبري الشوكي المتوج، فانر إليكترومونتيس

## الحواشي
- a وفقًا لخطاب المدونة الدولية لأسماء الحيوان، يجب أن يكون الاسم الصحيح لهذه العائلة هو ميكروسيباس وليس كيروجايليداي، ولكن تم الاحتفاظ بالاسم كيروجايليداي لثباته في الأذهان.[9]
- b وفي عام 2008، تم الاعتراف بسبعة أنواع جديدة من ميكروسيباس  رسميًا، ولكن لم تتضمن الإضافات ميكروسيباس لوكوبينسيس (ليمور لوكوبي الفأري). لذا، فإن وضعه كأحد أنواع العائلة أمر ما زال يثير التساؤل.[5]